# Tomohiro Wanami
Tomohiro Wanami (和波 智広 Wanami Tomohiro?, nacido el 27 de abril de 1980 en Inabe) es un futbolista japonés que se desempeñaba como centrocampista.

## Trayectoria

### Clubes
| Club              | País  | Año         |
| ----------------- | ----- | ----------- |
| Shonan Bellmare   | Japón | 1999 - 2000 |
| Consadole Sapporo | Japón | 2001 - 2007 |
| Vissel Kobe       | Japón | 2004        |
| Veertien Mie      | Japón | 2013 -      |

## Palmarés

### Títulos nacionales
| Título    | Club              | País  | Año  |
| --------- | ----------------- | ----- | ---- |
| J2 League | Consadole Sapporo | Japón | 2007 |